# Andineptus apheles
Andineptus apheles är en mångfotingart som beskrevs av Chamberlin 1941. Andineptus apheles ingår i släktet Andineptus och familjen Spirostreptidae. Inga underarter finns listade i Catalogue of Life.